# Brianna Brown
Brianna Lynn Brown est une actrice et productrice américaine née le 2 octobre 1979 à Saint Paul dans le Minnesota aux États-Unis.
Elle est principalement connue pour ses rôles à la télévision, notamment pour avoir joué dans le soap opera Hôpital central (2010-2012) et dans les séries tragi-comique Devious Maids (2013-2015) et Dynastie (2017-2018).
Elle a joué des rôles récurrents ou unitaires dans une trentaine de séries télévisées.

## Biographie

### Enfance et formation
Elle grandit dans la banlieue d'Apple Valley (Minnesota). Dès son plus jeune âge, elle commence à jouer la comédie dans des productions de théâtres scolaires ou locales.
Elle fréquente, brièvement, le St. Olaf College avant de déménager à Los Angeles, à ses 19 ans,, dans le but de se consacrer à sa carrière d'actrice.

### Débuts de carrière et seconds rôles
En 1999, Brown fait sa première apparition à l'écran dans un épisode de la série télévisée Freaks and Geeks. La même année, elle joue le premier rôle féminin dans le téléfilm familial Search for the Jewel of Polaris: Mysterious Museum. Deux ans plus tard, elle peine à faire décoller sa carrière et se contente de rôles mineurs comme dans la comédie Animal ! L'Animal... avec Rob Schneider ainsi qu'une intervention dans un épisode de la série d'action Special Unit 2.
Entre 2002 et 2005, elle continue d'apparaître régulièrement à la télévision et fait ses armes en intervenant, le temps d'un épisode, dans des séries comme Sexe et Dépendances, Les Experts : Miami, Smallville, Joey et Entourage. Au cinéma, elle figure au casting du film d'action Hollywood Homicide (2003) avec Harrison Ford et Josh Hartnett, le blockbuster Spider-Man 2 (2004) et la comédie 40 ans, toujours puceau (2005) avec Steve Carell mais ses rôles sont mineurs.
En 2006, après un petit rôle dans la série Monk, elle décroche enfin un premier rôle, pour le film d'horreur Nuit des morts vivants 3D. C'est un remake (le second après La Nuit des morts-vivants en 1990, de Tom Savini) de La Nuit des morts-vivants de George Romero, sorti en 1968. La même année, elle varie les genres en jouant dans le film dramatique indépendant Love's Abiding Joy avec Dale Midkiff et William Morgan Sheppard.
En 2007, elle joue une amie de Katherine Heigl dans la comédie romantique En cloque, mode d'emploi qui rencontre un franc succès, elle intervient dans un épisode de la série Les Experts : Manhattan puis occupe le rôle principal du film d'horreur Timber Falls aux côtés de Josh Randall.
À la fin des années 2000, l'actrice multiplie les apparitions dans diverses séries installées et à succès tels FBI : Portés disparus, The Closer : L.A. enquêtes prioritaires, Esprits criminels, ce qui lui permet de se faire remarquer,,. Au cinéma, elle évolue a nouveau dans le registre de l'horreur pour Primal (2009) avec Terry Notary, Lance Henriksen et Maxine Bahns.

### Percée télévisuelle

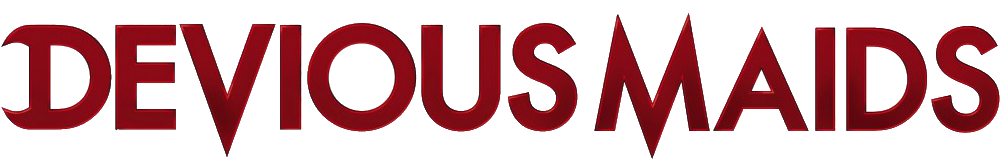
Logo original de la série télévisée Devious Maids.

Sa carrière prend alors progressivement un nouvel élan et cela commence notamment avec le court métrage dramatique dont elle est la vedette, The Encounter (2010). Cette production est remarquée lors de festivals du cinéma indépendant et l'actrice est notamment désignée meilleure actrice par le Long Island International Film Expo 2011.
Dans le même temps, elle rejoint la distribution récurrente du soap opera Hôpital central, de 2009 à 2012. Elle y incarne la méchante controversée Lila Niles, à la suite du départ de l'actrice Julie Mond. Il s'agit du premier plus long et ancien feuilleton américain toujours en production devant Des jours et des vies suivi par Les Feux de l'amour et Amour, Gloire et Beauté.
Parallèlement à ce tournage, elle joue dans deux épisodes de la série Homeland, en 2011, ainsi qu'un épisode de la série Body of Proof.
Après avoir quitté le feuilleton télévisé Hôpital central, elle rejoint la distribution de la série tragi-comique Devious Maids, produit par Eva Longoria et créé par Marc Cherry, l'homme à l'origine de la série culte Desperate Housewives,. Adaptée d'une telenovela mexicaine qui suit le quotidien de femmes de ménage d'origine latine, la série reçoit des critiques majoritairement positives et réalise de belles performances pour la chaîne. Son personnage s'absente en deuxième saison mais fait un retour remarqué lors de la troisième.
Entre-temps, elle apparaît dans trois épisodes de la série fantastique True Blood, un épisode de Drop Dead Diva et elle joue également les guest-star dans Revenge et Mentalist. En 2012, elle produit et joue dans un court métrage comique intitulé Retail Therapy.
En 2014, elle est choisie pour rejoindre la série dramatique du réseau ABC, The Whispers face à Lily Rabe (popularisée par American Horror Story) et Milo Ventimiglia (révélé dans Heroes). Mais l'actrice finit par quitter le projet pour différents créatifs et est finalement remplacée par Kristen Connolly. La même année, elle peut cependant compter sur un arc narratif de quelques épisodes de la série télévisée policière Graceland.
En 2015, elle fait son retour au cinéma pour le thriller Kiss Me, Kill Me, elle joue le premier rôle féminin aux côtés des acteurs Van Hansis et Gale Harold et elle choisit également de défendre un rôle récurrent dans la série télévisée dramatique Eastsiders. Elle réapparaît aussi dans un épisode d'Hôpital central. En 2016, elle joue dans trois épisodes de NCIS : Nouvelle-Orléans et se retrouve nommée pour l'Indie Series Awards de la meilleure actrice dans une série télévisée dramatique grâce à son interprétation dans Eastsiders.
En 2017, elle décroche un petit rôle dans la comédie, laminée par la critique, Fist Fight avec Ice Cube et Charlie Day en tête d'affiche mais elle incarne, en revanche, un rôle plus important dans le film d'horreur indépendant remarqué The Evil Within avec Michael Berryman et Frederick Koehler ainsi que Sean Patrick Flanery et Dina Meyer. C'est encore grâce à la télévision qu'elle occupe également un rôle principal, avec le téléfilm dramatique, dont elle est la vedette, Secret Housewives.
La même année, elle joue une nouvelle fois l'invitée pour la série télévisée Dynastie, un reboot du célèbre feuilleton télévisé Dynastie, diffusée entre 1981 et 1989. Initialement prévue pour intervenir dans un seul épisode, elle est finalement promue en tant que personnage récurrent.
Elle joue aussi dans un épisode de Very Bad Nanny avant de porter le film indépendant dramatiqube Elevate, dont la sortie est prévue début 2018. Il s'agit de la version longue du court métrage The Encounter qui la fait connaître, en 2010, et toujours réalisé par Angela Matemotja. L'actrice participe aussi à la production.

### Vie privée
En 2008, elle cofonde le Green Goddess Investment Club, qui est dédié à l'éducation des femmes sur la finance et le marché boursier. Elle a également créée une organisation philanthropique à but non lucratif, the New Hollywood Women's Goal Group Inc. Elle possède sa propre société de production, la Brown Rose Productions.
En mai 2017, elle se marie au réalisateur Richie Keen, près de Santa Barbara (Californie). Le couple annonce attendre leur premier enfant en mars 2018. Le 18 juillet 2018, elle accouche d’un garçon, Charlie Zane.

## Filmographie

### Cinéma

#### Longs métrages
- 2001 : Animal! L'animal de Luke Greenfield : Other Mob
- 2003 : Hollywood Homicide de Ron Shelton : Shawna
- 2004 : Spider-man 2 de Sam Raimi : Passagère du train
- 2005 : Conversation(s) avec une femme de Hans Canosa : la mariée
- 2005 : 40 ans, toujours puceau de Judd Apatow : une des filles au bar
- 2005 : National Lampoon's Adam & Eve de Jeff Kanew : Cindy
- 2006 : Nuit des morts vivants 3D de Jeff Broadstreet : Barb
- 2006 : Love's Abiding Joy de Michael Landon Jr. : Melinda Klein
- 2007 : En cloque, mode d'emploi de Judd Apatow : une amie d'Alison
- 2007 : Timber Falls de Tony Giglio : Sheryl
- 2009 : Primal de Roel Reiné : Alexis
- 2013 : Screwed de John Wynn : Jen
- 2015 : Kiss Me, Kill Me de Casper Andreas : Amanda
- 2017 : Combat de profs de Richie Keen : la journaliste
- 2017 : The Evil Within de Andrew Getty : Susan
- 2018 : Elevate de Angela Matemotja : Bretta Louie -également co productrice exécutive-

#### Courts métrages
- 2003 : Yuri & Me de Kevin Du Toit : Dee Dee
- 2005 : Ex Post Facto de Phil Volken : Lynn
- 2007 : No Destination de Shannah Laumeister : Aryl
- 2010 : The Encounter de Angela Matemotja : Bretta Louie Van Seil -également co productrice exécutive-
- 2012 : Retail Therapy de Mitch Gettleman : Brianna Hyatt -également productrice-
- 2014 : Limbo de Tony Aaron II : Jessica Swan
- 2017 : Mindgame de Jamie Neese : Diane
- 2017 : I Hate My Life de Christopher Macken : Annie-également scénariste-

### Télévision

#### Téléfilms
- 1999 : Search for the Jewel of Polaris: Mysterious Museum de David Schmoeller : Kim
- 2017 : Secret Housewives de Damian Romay : Gloria

#### Séries télévisées
- 1999 - 2000 : Freaks and Geeks : Perky Blonde / Une pom-pom girl (saison 1, épisode 1 et saison 1, épisode 4)
- 2001 : Special Unit 2 : Candy (saison 1, épisode 6)
- 2002 : Off centre, appartement 6d : Une cliente (saison 1, épisode 12)
- 2002 : Los Angeles : Division homicide : Jules Azar (saison 1, épisode 6)
- 2002 : Les Experts : Jane Galloway (saison 2, épisode 19)
- 2003 : Lost at Home : Lisa (saison 1, épisode 7 et 8)
- 2003 : Les Experts : Miami : Amanda (saison 2, épisode 8)
- 2004 : Smallville : Abigail Fine (saison 4, épisode 3)
- 2005 : Joey : Elsa (saison 1, épisode 22)
- 2005 : Entourage : la vendeuse de bijoux (saison 2, épisode 2)
- 2006 : Monk, épisode Monk et l’astronaute : Joanne Raphelson
- 2006 : Shark :  Carrie Reed (saison 1, épisodes 1 et 2)
- 2007 : Les Experts : Manhattan : Heidi Pesco (saison 3, épisode 17)
- 2007 : Dash 4 Cash : Noelle (pilote non retenu par CBS)
- 2008 : FBI : Portés disparus : Bobby Kruger (saison 6, épisode 17)
- 2009 : The Closer : Lauren Clark (saison 4, épisode 13)
- 2009 : Esprits criminels : Megan Kane (saison 4, épisode 16)
- 2010 - 2015 : Hôpital central : Lisa Niles (rôle principal - 242 épisodes)
- 2011 : Homeland : Lynne Reed (saison 1, épisodes 2 et 3)
- 2011 : Adults Only : Kris (épisode non communiqué)
- 2011 : Body of Proof : Molly Anderson (saison 2, épisode 8)
- 2012 : Dating Rules from My Future Self : Noelle (saison 1, épisodes 1 et 7)
- 2012 : Private Practice : Le rendez vous de Sam (saison 5, épisode 11)
- 2012 : Les Experts : Paula Bingham (saison 12, épisode 13)
- 2012 : Awake : Kate Porter (saison 1, épisode 4)
- 2012 : Wes et Travis : Carine Thompsen (saison 1, épisode 6)
- 2012 : True blood : Leda (saison 5, épisodes 4, 11 et 12)
- 2012 : Drop Dead Diva : Hannah Baker (saison 4, épisode 13)
- 2013 : Revenge : Lacey (saison 3, épisode 4)
- 2013 : The Mentalist : Krystal Markham (saison 6, épisode 11)
- 2014 : Graceland : Mme Badill (saison 2, 4 épisodes)
- 2013 - 2015 : Devious Maids : Taylor Stappord (rôle récurrent - saison 1 et saison 3, 27 épisodes)
- 2015 : Castle : Eva Whitfield (saison 7, épisode 13)
- 2015 - 2019 : EastSiders : Hillary (rôle récurrent, 13 épisodes)
- 2016 : NCIS : Nouvelle-Orléans : Melody James (saison 3, épisodes 6, 8 et 9)
- 2017 : Very Bad Nanny : Aimee (saison 2, épisode 1)
- 2017 - 2018 : Dynastie : Claudia Blaisdel (rôle récurrent, 12 épisodes)
- 2024 : Outer Banks : Hollis Robinson (saison 4)
- 2024 : NCIS : Enquêtes spéciales : Melinda Martin (saison 22, épisode 6)

#### Jeux vidéo
- 2012 : Call of Duty: Black Ops II : Voix additionnelle

## Distinctions
Sauf indication contraire ou complémentaire, les informations mentionnées dans cette section proviennent de la base de données IMDb.

### Récompenses
- Long Island International Film Expo 2011 : Meilleure actrice dans The Encounter
- Toronto COMMFFest 2011 : Honorable Mention pour The Encounter, prix partagé avec Angela Matemotja (scénariste et réalisatrice) et Délé Ogundiran (productrice)
- FilmOut San Diego 2016 : Audience Awards de la meilleure distribution pour Kiss Me, Kill Me
- Accolade Competition 2018 : Award of Merit, prix partagé avec Délé Ogundiran et Jesica A. Andres pour Elevate
- Golden State Film Festival 2019 : Prix du jury pour Elevate, prix partagé avec Délé Ogundiran, Jesica A. Andres, Andre Lamb et Alexa Borden

### Nominations
- Indie Series Awards 2013 : Meilleure actrice dans un second rôle dans une série télévisée comique pour Adults Only
- Indie Series Awards 2016 : Meilleure actrice dans une série télévisée dramatique pour Eastsiders

## Voix francophones
En France, Sybille Tureau est la voix régulière de Brianna Brown. Elle a cependant été doublée par d'autres comédiennes à plusieurs reprises.